# Chór w kościele kapucynów w Rzymie
Chór w kościele kapucynów w Rzymie (fr. Le chœur de l’église des Capucins à Rome) – obraz olejny na płótnie francuskiego malarza François Mariusa Graneta, powstały w latach 1814–1815, znajdujący się w zbiorach Metropolitan Museum of Art w Nowy Jork, zaś kilkanaście kopii autorskich w różnych miejscach.

## Historia
W 1808 roku wojska napoleońskie zajęły Rzym. Dochodziło do nadużyć, m.in. względem zakonników. François Marius Granet, uczęszczał do klasztoru kapucynów w pobliżu miejsca, w którym mieszkał, podczas pobytu w Rzymie. Kościół klasztorny Santa Maria della Concezione znajduje się przy Via Veneto w rione Ludovisi. Malarz podczas jednej z wizyt przekonał się, iż miejsce opustoszało. W duchu potępienia tego, co zaszło, wymyślił w 1814 roku pierwszą wersję swej kompozycji, w której zamiast pustego konwentu, postanowił zapełnić go zakonnikami. Przedstawiony chór zakonny, miejsce odmawiania brewiarza przez wspólnotę, stanowi integralną część kapucyńskiej siedziby.
Mimo wrogiej w stosunku do zakonników polityki francuskich władz w Rzymie, obraz został dostrzeżony w studiu malarza przy Via delle Quattro Fontane i zakupiony przez siostrę cesarza Karolinę Murat, królową Neapolu, dla ich brata Ludwika Bonapartego. Wersja nowojorska jest pierwszą, którą Granet namalował. W kolejnych latach kolekcjonerzy zamawiali u niego kopie dzieła. Przedstawienie cieszyło się dużą popularnością.
Obraz jest sygnowany i datowany: GRANET | 1815 (na dole, na prawo), F.A.BARRI (pośrodku po prawej, na ościeżnicy). Louis-Napoléon Bonaparte, syn Ludwika Bonapartego, oddał obraz do londyńskiej Christie’s 21 czerwca 1851 roku, ale przed sprzedażą obraz został wycofany. Do 1880 roku w kolekcji Prospera Leopolda Everarda w Paryżu, następnie przekazany do Metropolitan Museum of Art w Nowym Jorku.

## Opis obrazu
Wraz z przyjaciółmi – Fleury’em Richardem, Pierrem Révoilem – Granet dzielił pasję do przedstawiania dawnej architektury i gra świateł. Artysta ukazał chór podczas Nieszporów, dokładnie w czasie śpiewu Magnificat. Do pomieszczenia wpada światło przez okno na tylnej ścianie. Kupujący obraz i zamawiający jego kopie podziwiali realizm detalu i efekt świetlny, który udało się artyście uzyskać.

## Wersje obrazu
Znane wersje obrazu znajdują się m.in. w następujących kolekcjach:
- Metropolitan Museum of Art, Nowy Jork, 1814–1815, 196 x 148 cm (80.5.2)[2]
- National Museum Cardiff, 1817, 184 x 147 cm (NMW A 481)[4]
- replika z 1818, wystawiona w Salonie w Paryżu 1819 (zaginiona)
- Ermitaż, St. Petersburg, 1821, podarowana przez Graneta carowi Aleksandrowi I w 1821, 174 x 126 cm (ГЭ-1322)[5]
- Ermitaż, St. Petersburg, po 1818, 186 x 147 cm (ГЭ-8322)[6]
- Muzeum Narodowe w Warszawie, po 1818, 189 x 147 cm (M.Ob.1545 MNW)
- Buckingham Palace, Londyn, 1821, zakupiona przez Jerzego IV (RCIN 405194)[7]
- Musée de Grenoble, 66 x 50 cm
- Musée Granet, Aix-en-Provence, 1849
- Musée des beaux-Arts, Lyon, zmniejszona wersja obrazu z Ermitażu, 94 x 74 (Inv. A 2870)[1]
- City Art Gallery, Leeds, 94 x 73cm
- Yale University Art Gallery, New Haven, ok. 1825, 199 x 155 cm (1967.31)[8]
- Cleveland Museum of Art, 1839, 172,5 x 123,3 cm (1978.127)[9]
- Cook Collection, Doughty House, Richmond
- Minneapolis Institute of Arts, Minneapolis, zmniejszona wersja, 1815–1830, 130,8 x 103,5 cm (92.135)[10]
- trzy repliki lub wersje w kościołach kapucynów w Nowym Jorku i Yonkers
- (prawdopodobnie) Klasztor Franciszkanów w Panewnikach, Katowice[a]

## Galeria

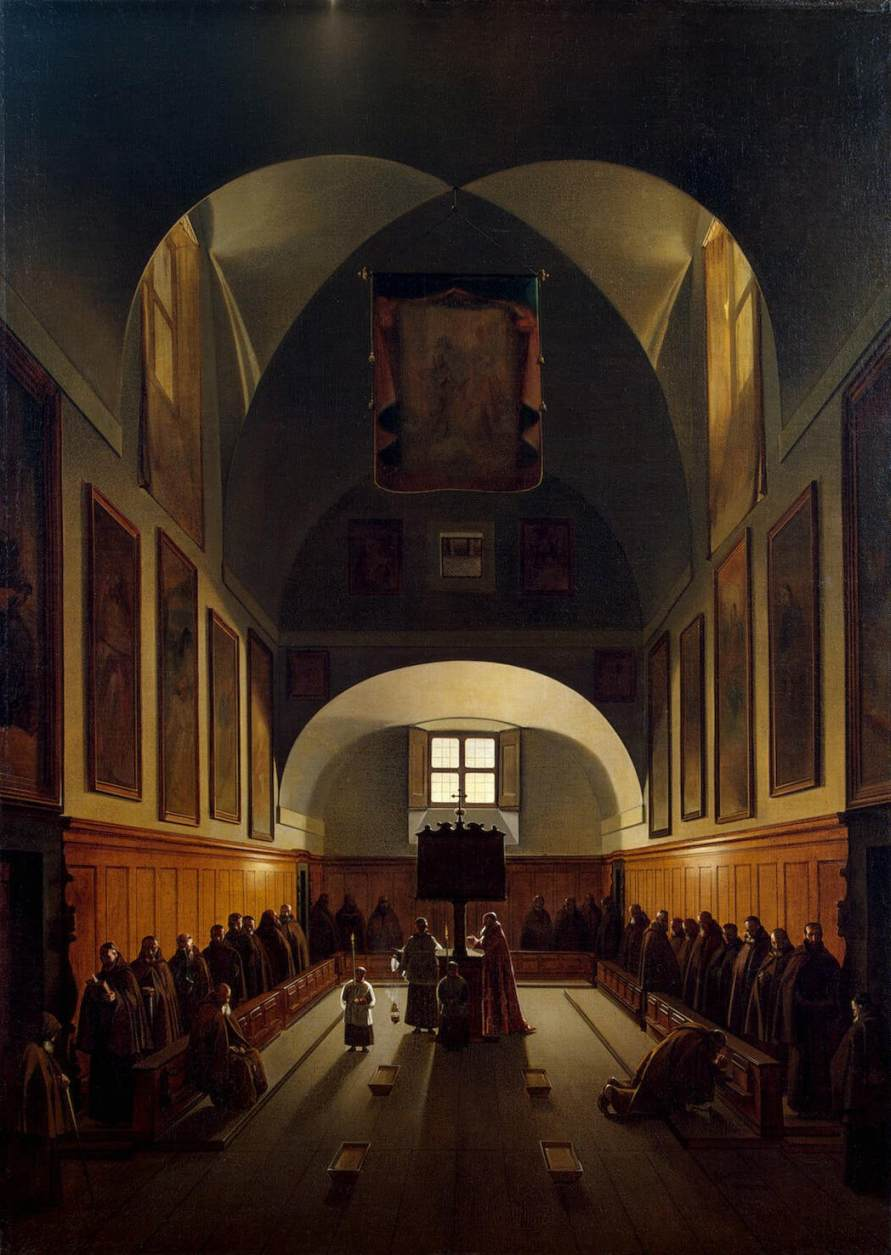
Wersja z Ermitażu, 1818
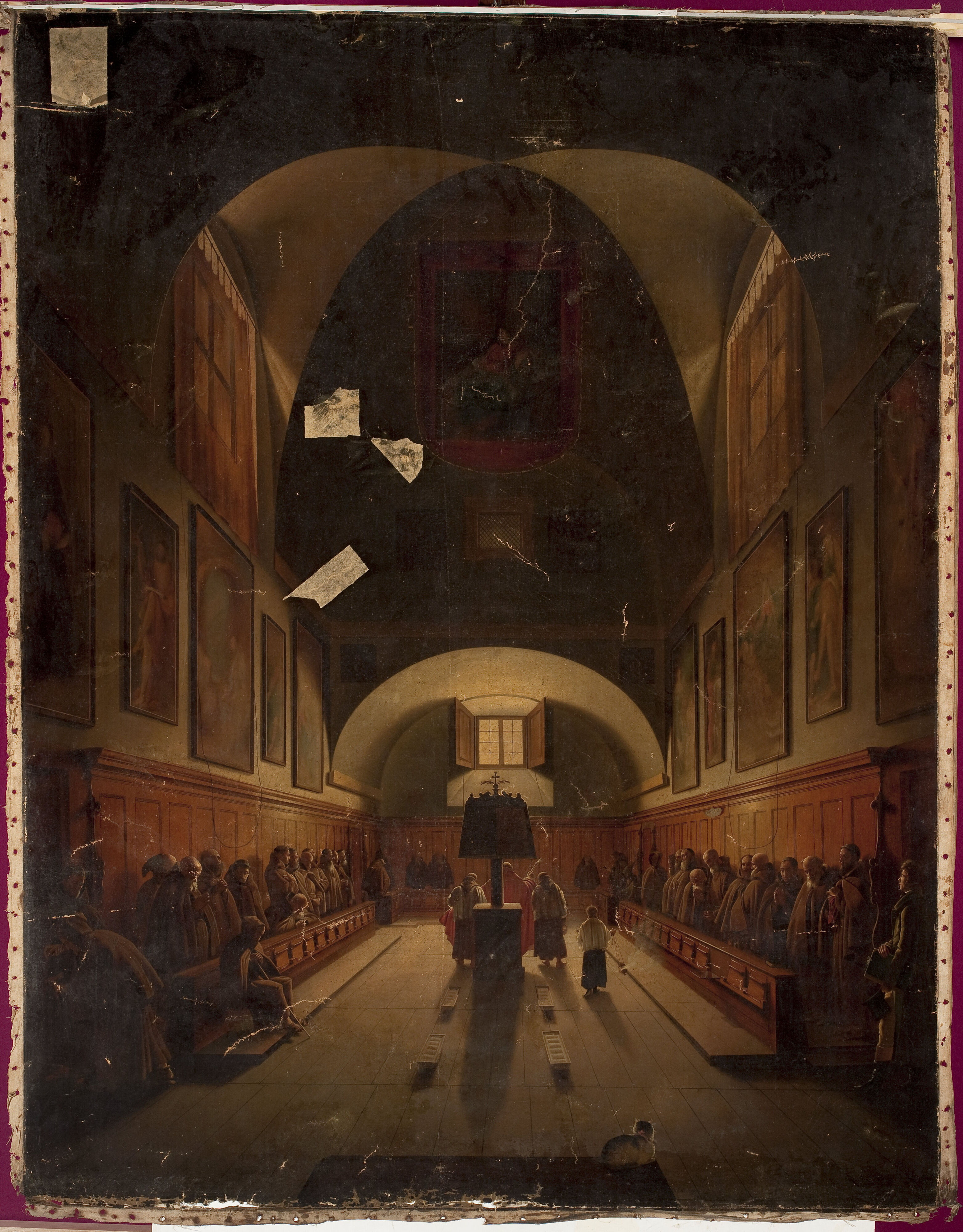
Wersja z Warszawy, po 1818
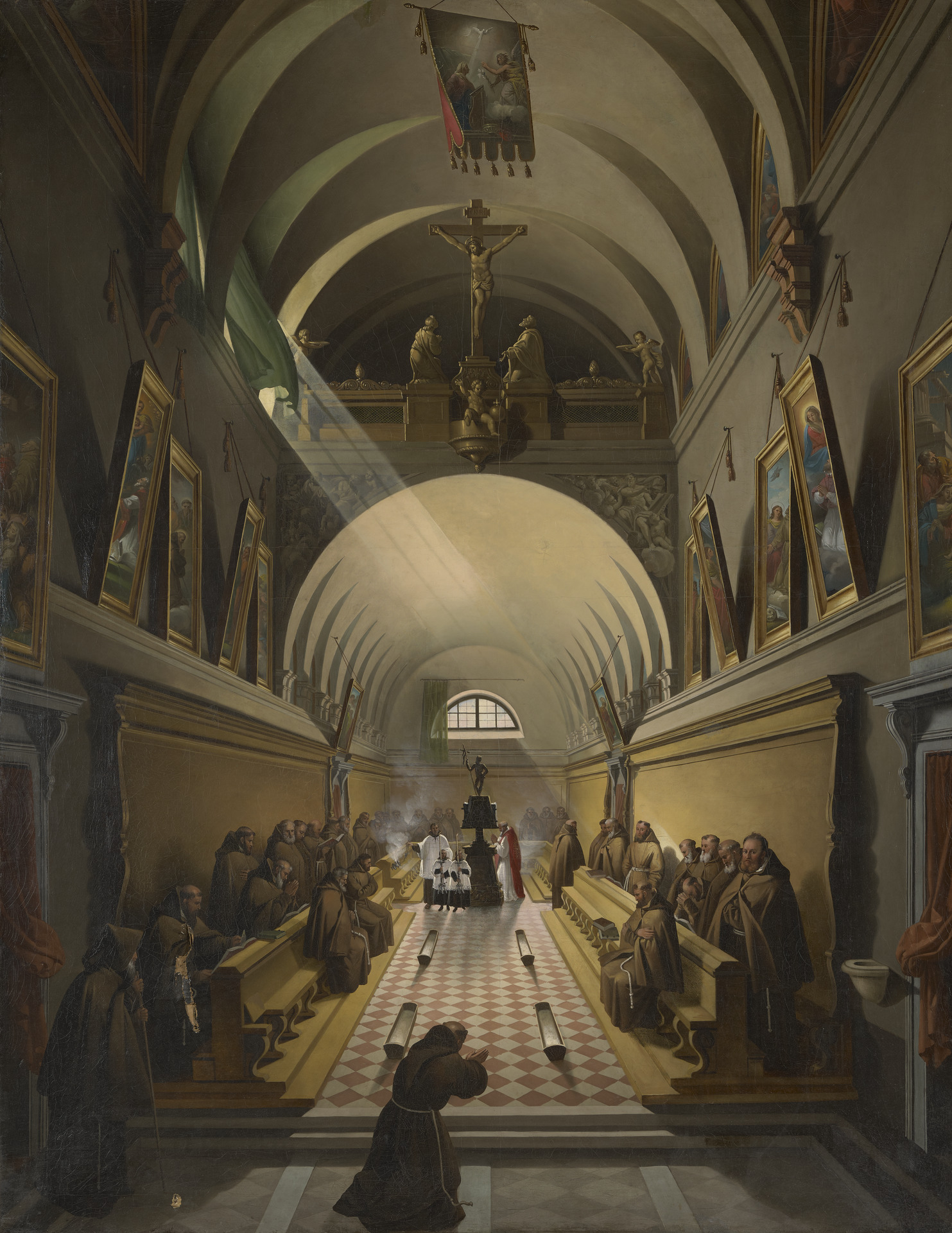
Wersja z Yale University, ok. 1825
Wersja z Cleveland, 1839
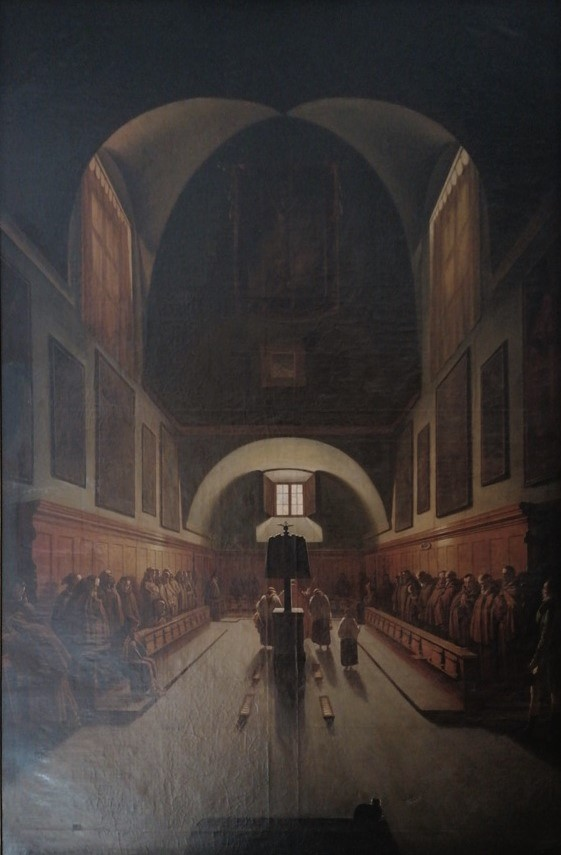
(?) Wersja z Katowic